# Безводне (Ардатовський район)
Безво́дне (рос. Безводное, ерз. Безводное) — село у складі Ардатовського району Мордовії, Росія. Входить до складу Кечушевського сільського поселення.

## Населення
Населення — 176 осіб (2010; 228 у 2002).
Національний склад (станом на 2002 рік):
- росіяни — 83 %